# 神經束膜
神經束膜（英文：Perineurium）為神經中保護性結締組織的第二層，為一光滑透明的薄膜，將神經纖維分隔成束、形成神经束。神經束膜可輕易地與其包覆的神經纖維分離，以管狀外鞘的形式獨立出來。神經束膜外層為結締組織，內層則由大約7~8層扁平上皮細胞所組成，稱為神經束膜上皮(perineural endothelium)。
神經束膜性質強韌、不易被針穿透，此點與神經外膜不同。

## 外部連結
- eMedicine線上知識庫 - Perineurium （页面存档备份，存于）
- 奧克拉荷馬大學，組織學 - Peripheral nerve
- 戴維斯加利福尼亞大學，器官學 - PNS, nerve (LM, Low) （页面存档备份，存于）
- 波士頓大學，組織學 -  （页面存档备份，存于）
- 洛杉磯加利福尼亞大學，組織學 -
- Diagram at Howard